# Якоть (село)
Якоть — село в Дмитровском районе Московской области, в составе сельского поселения Якотское. До 2006 года Якоть входило в Якотский сельский округ.
В деревне действует церковь Рождества Пресвятой Богородицы 1813 года постройки.

## Расположение
Село расположено в северо-восточной части района, примерно в 10 км к северо-востоку от Дмитрова, на реке Якоть (левый приток Дубны), высота центра над уровнем моря 174 м. Ближайшие населённые пункты — примыкающее на востоке Андреянцево и Скриплево в 1,5 км на запад.

## История

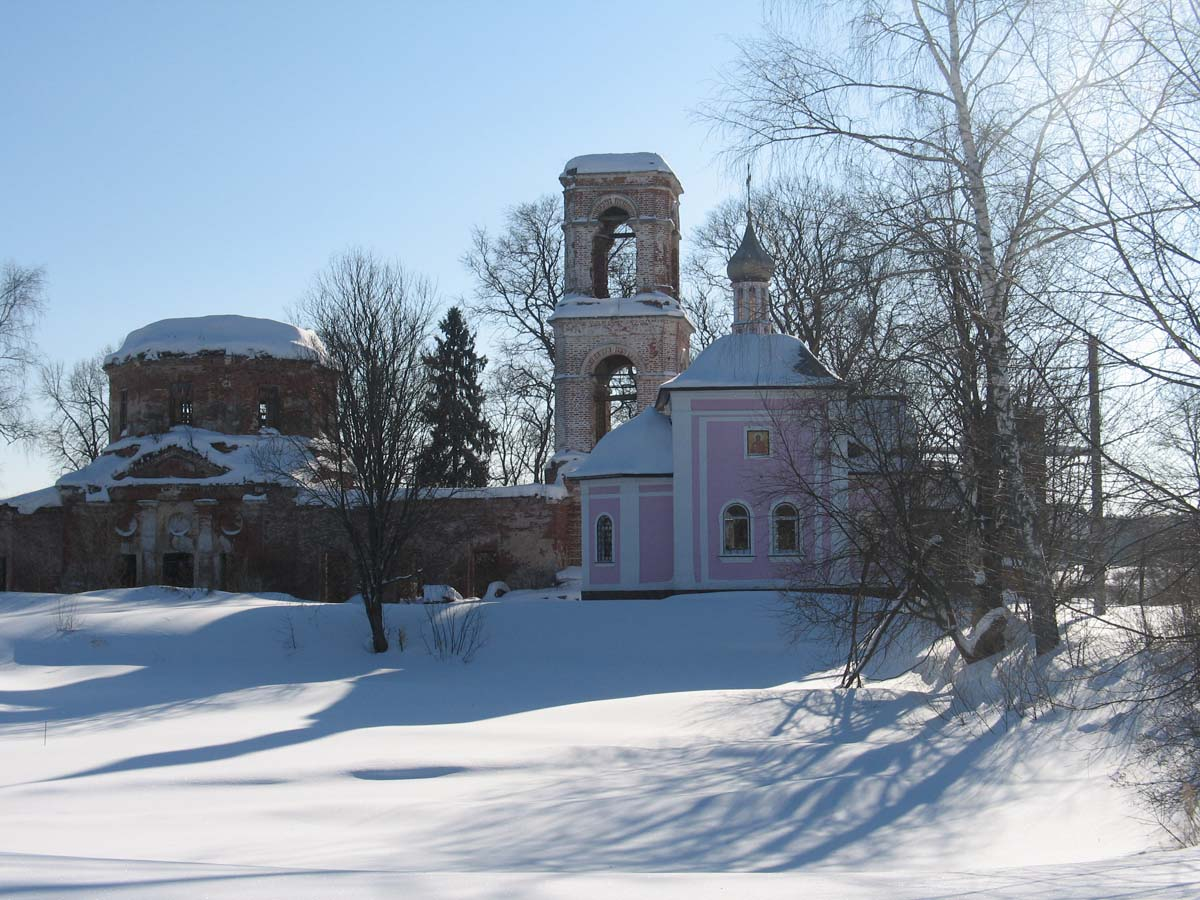
Старая Богородицерождественская церковь и новый храм-часовня

Селение было основано как погост на реке Якоти. Т. е. государственная земля для снятия налогов и других работ (заготовка сена и др.). Название поселение получило по протекающей рядом реке Якоти.
В 7156 (1648) году помимо Рождественской церкви на государственной земле упоминается Никольская церковь с приделом Соловецких чудотворцев Зосимы и Савватия.
До 1958 года село было центром Якотского сельсовета, образованного в первые годы после революции 1917 года.
В 1958 году идёт расформирование колхозов и формирование совхоза «Будённовец». Также произошло расформирование сельсоветов и формирование одного крупного Якотского, но с центром в посёлке совхоза «Будённовец» из Даниловского сельсовета.
22 августа 2022 года состоялось первое богослужение в восстановленной церкви Рождества Пресвятой Богородицы.

## Население
| 2002 | 2006 | 2010 |
| ---- | ---- | ---- |
| 171  | ↗181 | ↗248 |